# 国大城市广场

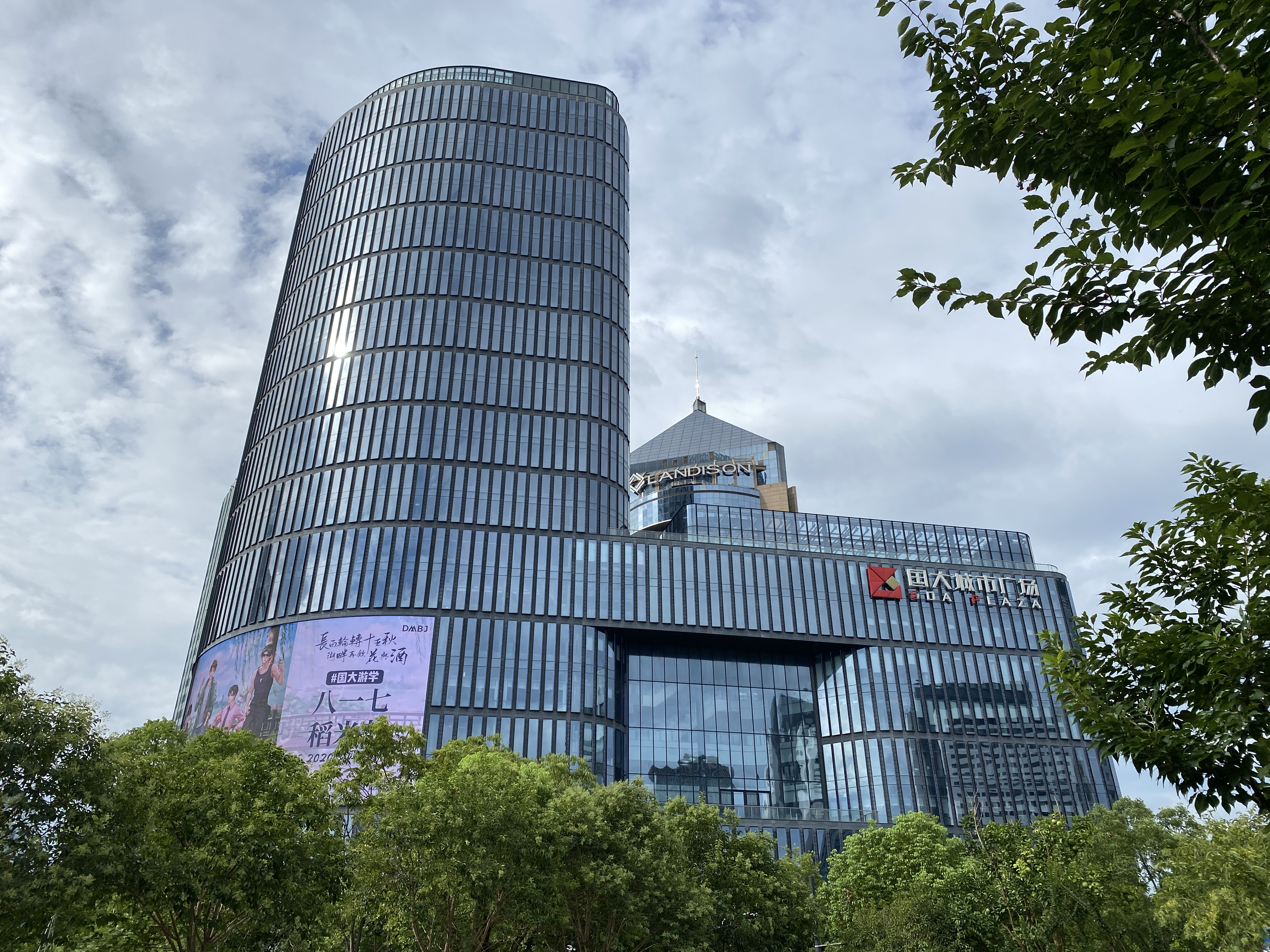
从武林广场观看国大城市广场

国大城市广场是杭州市武林广场西南侧的一处商业综合体，地处武林商圈（延安路609号），涵盖购物中心、酒店式公寓和写字楼。德国著名设计师事务所GMP设计，总投资约12亿元，地上建筑面积11万平米（不包括原有的4万方的雷迪森酒店），主体建筑28层130米，其中地下2层到地上10层为购物中心共6万平米，11层到28层为酒店式公寓和写字楼。2017年5月27日正式开业。

## 简介
项目原址为1988年开业的杭州国际大厦购物中心，国大商场当年创造了多项杭州第一：第一家麦当劳、第一家星巴克、第一家满记甜品等。2010年12月29日，杭州国际大厦改造项目——国大城市广场正式开工，2017年5月20日开始试营业；国大城市广场的品牌以时尚、年轻业态为主，其中零售占40%，餐饮占32.5%，文娱休闲配套占27.5%。
2020年，浙江国大集团合并至浙江省交投控股集团，而雷迪森品牌则整合至浙江省旅游投资集团。
购物中心B1和B2层有直通武林广场的通道，可直达地铁1号线武林广场站；B2层主要为美食餐饮。B3-B5层拥有车位500个。